# Пирбекран
Пирбекра́н (перс. پیربکران‎) — город в центральном Иране, в провинции Исфахан. Входит в состав шахрестана Фелаверджан. По данным переписи, на 2006 год население составляло 10 851 человек.

## География
Город находится в юго-западной части Исфахана, в гористой местности восточного Загроса, на высоте 1757 метров над уровнем моря.
Пирбекран расположен на расстоянии приблизительно 17 километров к юго-юго-западу (SSW) от Исфахана, административного центра провинции и на расстоянии 350 километров к югу от Тегерана, столицы страны.

## Достопримечательности
В городе находится мавзолей суфийского святого и известного богослова Мухаммеда ибн Бекрана, а также старинное еврейское кладбище.